# Химы (Гомельская область)
Химы (бел. Хімы) — деревня в Столпнянском сельсовете Рогачёвского района Гомельской области Беларуси.

## География
В 36 км на юго-восток от Рогачёва, 20 км от железнодорожной станции Салтановка (на линии Гомель — Жлобин), 105 км от Гомеля.

## Транспортная сеть
Автодорога связывает деревню с деревней Гадиловичи. Планировка состоит из 3 параллельных между собой, почти меридиональной ориентации улиц, соединённых широтными улицами. Застройка деревянная усадебного типа.

## История
По письменным источникам известна с XVIII века как селение в Городецкой волости Рогачёвского уезда Могилёвской губернии. По ревизии 1816 года владение помещика Маковецкого. С 1880 года действовал хлебозапасный магазин. Согласно переписи 1897 года действовали школа грамоты, кузница, мельница, трактир. В 1909 году 880 десятин земли.
В 1931 году организован колхоз. Во время Великой Отечественной войны в боях за деревню и окрестности погиб 21 советский солдат (похоронены в братской могиле в центре деревни). 59 жителей погибли на фронте. Согласно переписи 1959 года в составе колхоза «Светлый путь» (центр — деревня Столпня).

## Население
- 1816 год — 12 дворов.
- 1858 год — 27 дворов 204 жителя.
- 1897 год — 60 хозяйств, 382 жителя (согласно переписи).
- 1909 год — 70 дворов 516 жителей.
- 1925 год — 122 двора.
- 1959 год — 599 жителей (согласно переписи).
- 2004 год — 69 хозяйств, 131 житель.